# Монтеодоризио
Монтеодоризио (итал. Monteodorisio) је насеље у Италији у округу Кјети, региону Абруцо.
Према процени из 2011. у насељу је живело 1632 становника. Насеље се налази на надморској висини од 267 м.

## Становништво
Према резултатима пописа становништва 2011. у општини је живело 2.564 становника.
| 1931. | 1936. | 1951. | 1961. | 1971. | 1981. | 1991. | 2001. | 2011. |
| ----- | ----- | ----- | ----- | ----- | ----- | ----- | ----- | ----- |
| 2.631 | 2.761 | 3.043 | 2.681 | 2.363 | 2.333 | 2.259 | 2.402 | 2.564 |